# Clarkstown
Clarkstown – miasto w Stanach Zjednoczonych, w stanie Nowy Jork, w hrabstwie Rockland.